# Ludovic Sylvestre
Ludovic Sylvestre (Le Blanc-Mesnil, Francia; 5 de febrero de 1984) es un futbolista francés retirado de ascendencia de Guadalupeña. Jugaba de centrocampista actualmente es director deportivo en el Red Star FC.
Comenzó a destacar en la cantera del Guingamp y en el Racing de Estrasburgo. En 2002 debutó con el RSC Nancy. Posteriormente militó en el Kayserispor turco, el Fútbol Club Barcelona (donde disputó solo dos partidos) y el Sparta de Praga, que lo cedió a Viktoria Pilsen. En 2008 fichó por el FK Mlada Boleslav. De este equipo fue traspasado al Blackpool inglés en 2010 y en 2013 recaló en el Çaykur Rizespor Kulübü turco. Entre los años 2016 y 2018 volvió a Francia a jugar por el Red Star FC, donde terminó su carrera.
Fue internacional con la selección de Guadalupe.

## Equipos
| Club                    | País            | Año         |
| ----------------------- | --------------- | ----------- |
| Fútbol Club Barcelona B | España          | 2005-2006   |
| FC Barcelona            | España          | 2006        |
| Sparta de Praga         | República Checa | 2006-2008   |
| Viktoria Pilsen         | República Checa | 2008        |
| FK Mlada Boleslav       | República Checa | 2008-2010   |
| Blackpool FC            | Inglaterra      | 2010- 2013  |
| Çaykur Rizespor Kulübü  | Turquía         | 2013- 2016  |
| Red Star FC             | Francia         | 2016 - 2018 |

## Palmarés
| Título              | Club                  | Año     |
| ------------------- | --------------------- | ------- |
| Liga                | Fútbol Club Barcelona | 2006    |
| Liga de Campeones   | Fútbol Club Barcelona | 2006    |
| Supercopa de España | Fútbol Club Barcelona | 2006    |
| Liga Checa          | Sparta de Praga       | 2006-07 |

## Fuente
- Esta obra contiene una traducción  derivada de «Ludovic Sylvestre» de Wikipedia en catalán, publicada por sus editores bajo la Licencia de documentación libre de GNU y la Licencia Creative Commons Atribución-CompartirIgual 4.0 Internacional.